# Эливагар
Э́ливагар (др.-сканд. Élivágar — «воды хаоса», «бурные воды») — в германо-скандинавской мифологии имя, данное двенадцати потокам, которые берут своё начало в источнике Хвергельмир.
Считалось, что нет рек холоднее Эливагара.
Самый большой из потоков — Вимур. Другие потоки имели имена: Свель, Гуннтра, Фьерм, Фимбультуль, Слид, Хрид, Сюльг, Ульг, Вид, Лейфт, Гьёлль.
 